# Єліашевич Ігор Володимирович
Ігор Володимирович Єліашевич (20 жовтня 1939, місто Новоград-Волинський, тепер місто Звягель Житомирської області — 12 червня 2006) — український діяч, генеральний директор Закарпатського виробничо-торгового взуттєвого об'єднання. Народний депутат України 1-го скликання. 

## Біографія
Народився 20 жовтня 1939 року в місті Новоград-Волинський Житомирської області в родині військовослужбовця.
У 1962 році закінчив Київський технологічний інститут легкої промисловості, інженер-технолог.
У 1962 році розпочав свою трудову діяльність начальником цеху Виноградівської взуттєвої фабрики, відтак працював головним інженером Хустської взуттєвої фабрики, директором Криворізької взуттєвої фабрики. Член КПРС.
Набутий практичний досвід, глибоке знання справи, високий професіоналізм стали в нагоді і під час тривалої роботи на відповідальних посадах в Міністерстві легкої промисловості Української РСР.
З липня 1987 Ігор Єліашевич очолив колектив Закарпатського виробничо-торгового взуттєвого об’єднання, де сповна розкрився його організаторський талант. За короткий час на підприємстві було налагоджено випуск високоякісної продукції в широкому асортименті, поліпшено умови праці робітників, піднесено на новий якісний рівень соціально-побутову інфраструктуру.
18.03.1990 року обраний народним депутатом України, 2-й тур, 54.73 % голосів, 18 претендентів. Член Комісії ВР України у закордонних справах.
Помер 12 червня 2006 року.

## Нагороди
- орден Трудового Червоного Прапора
- орден «Знак Пошани»
- медалі